# Marek Ochman
Marek Ochman – polski specjalista w zakresie transplantologii i chorób płuc, dr hab. nauk medycznych i nauk o zdrowiu, adiunkt Katedry i Oddziału Klinicznego Kardiochirurgii, Transplantologii, Chirurgii Naczyniowej i Endowaskularnej Wydziału Nauk Medycznych w Zabrzu Śląskiego Uniwersytetu Medycznego w Katowicach.

## Życiorys
24 września 2014 obronił pracę doktorską Nordic Walking jako nowy model rehabilitacji oddechowej chorych kwalifikowanych do przeszczepu płuc, 26 września 2019 habilitował się na podstawie pracy zatytułowanej Optymalizacja procesu kwalifikacji i opieki potransplantacyjnej pacjentów poddawanych zabiegowi przeszczepienia płuc. Jest zatrudniony na stanowisku adiunkta Katedry i Oddziału Klinicznego Kardiochirurgii, Transplantologii, Chirurgii Naczyniowej i Endowaskularnej Wydziału Nauk Medycznych w Zabrzu Śląskiego Uniwersytetu Medycznego w Katowicach, oraz pracuje w Śląskim Centrum Chorób Serca.